# 命徳寺 (中野市)
命徳寺（めいとくじ）は、長野県中野市大字片塩452真宗西本願寺派の直末であり、山号を中戸山西光院という。本尊は阿弥陀如来の木像で、開創以来のものである。過去数回火災にあい、本堂、庫裡、寺宝などことごとく焼失したにもかかわらず、本尊だけは災難から免れている。現住職は宮本正信師。

## 概要
開基は綽如(しゃくにょ)、開山は1392年(明徳二年・室町時代)中山忠実入洞恵周法師、中戸山西光院明徳寺と称した。恵周法師は1384年(至徳元年)北陸地方を仏教思想普及のため巡行し、地方の教道に尽くした。1391年(明徳元年)には信州高井群山田村(上高井・山田)に移り、堂宇を建立し開創となった。この時、京都本願寺の門主綽如という高僧から恵信が彫刻した阿弥陀如来木像と綽如揮毫の名号市一軸を受領し綽如を開基とした。

## 本堂
1428年(正長元年)三世誠学は布教のため上高井山田から現在地の中野市片塩に本堂、庫裡を移転した。しかし1561年(永禄四年)川中島合戦のため本堂、庫裡など焼失したが、本尊だけは免れた。このため僧一族は、再び上高井山田に避難を余儀なくされた。

## 歴史
- 1392年(明徳二年・室町時代の開山)中山忠実入洞恵周法師、中戸山西光院明徳寺と称した。
- 1384年(至徳元年)　恵周法師は北陸地方を仏教思想普及のため巡行し、地方の教道に尽くした。
- 1391年(明徳元年)　信州高井群山田村(上高井・山田)に移り、堂宇を建立し開創となった。この時、京都本願寺の門主綽如という高僧から恵信が彫刻した阿弥陀如来木像と綽如揮毫の名号一軸を受領し綽如を開基とした。
- 1428年(正長元年)　三世誠学は布教のため上高井山田から現在地の中野市片塩に本堂、庫裡を移転した。
- 1561年(永禄四年)　川中島合戦のため本堂、庫裡など焼失したが、本尊だけは免れた。このため僧一族は、再び上高井山田に避難を余儀なくされた。
- 1587年(天正十五年)　再度戻り、檀信徒の協力を得て本堂、庫裡を再興するとともに下水内小沼(飯山市)に寺を建立、末寺として明徳寺と称し八世源念の長子智玄をもって開山とした。
- 1623年(嘉永六年)　十一世道正の代に道正の父親道俊が百十二歳まで生き、奇跡蹟的長命であることを記念し、命徳寺に改めたと言われている。
- 1847年(弘化四年)　十九世恵然の代に大地震(通称善光寺地震)のため本堂、庫裡倒壊、堂宇、古文書など焼失。
- 1849年(嘉永二年)　二十世恵順の代に庫裡を再建。
- 1857年(安政七年)　本堂を再建。
- 1894年(明治二十七年)　火災で焼失。
- 1913年(大正二年)　　恵順、檀信徒の協力で本堂、庫裡などを再建。恵順は晩年西本願寺の執行長を兼ねた。二十一世覚昭は、住職のかたわら小学校の教職にあり、子弟の育英に務めた。[1][2]
- 1966年(昭和四十一年)　二十二世　宮本種美師。
- 1967年(昭和四十二年)　父親覚昭師の三回忌と鐘楼移転。
- 1996年(平成八年)　門徒会館建立。

## 境内

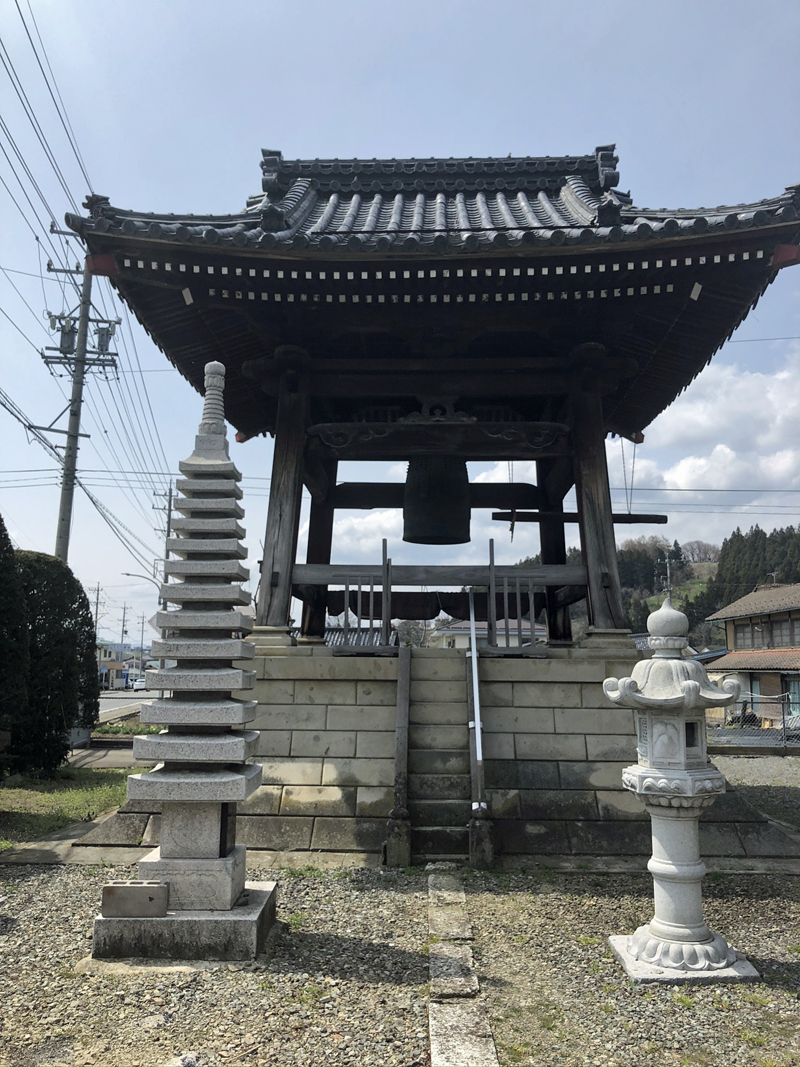
命徳寺鐘楼

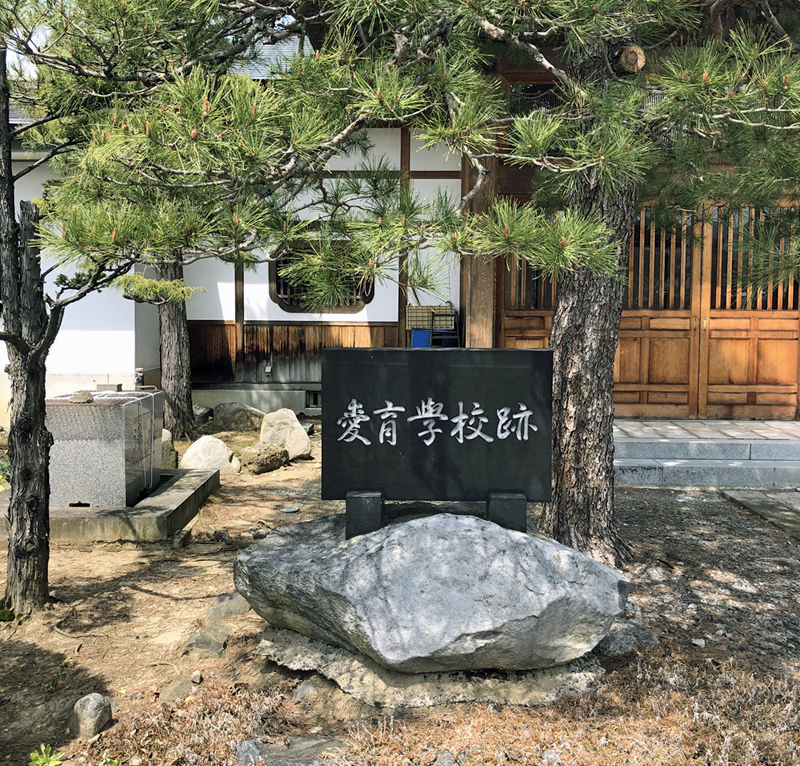
愛育学校跡の碑

- 本堂
- 庫裡
- 命徳寺鐘楼鐘楼
- 門徒会館
- 愛育学校跡の碑愛育学校跡の碑

## 歴代
- 開祖　　　綽如
- 三世　　　誠学
- 八世　　　源念
- 十一世　　道正
- 十九世　　恵然
- 二十世　　恵順
- 二十一世　覚昭
- 二十二世　釋　種美
- 二十三世　宮本正信師　1996年(平成八年～)